# Пасовище

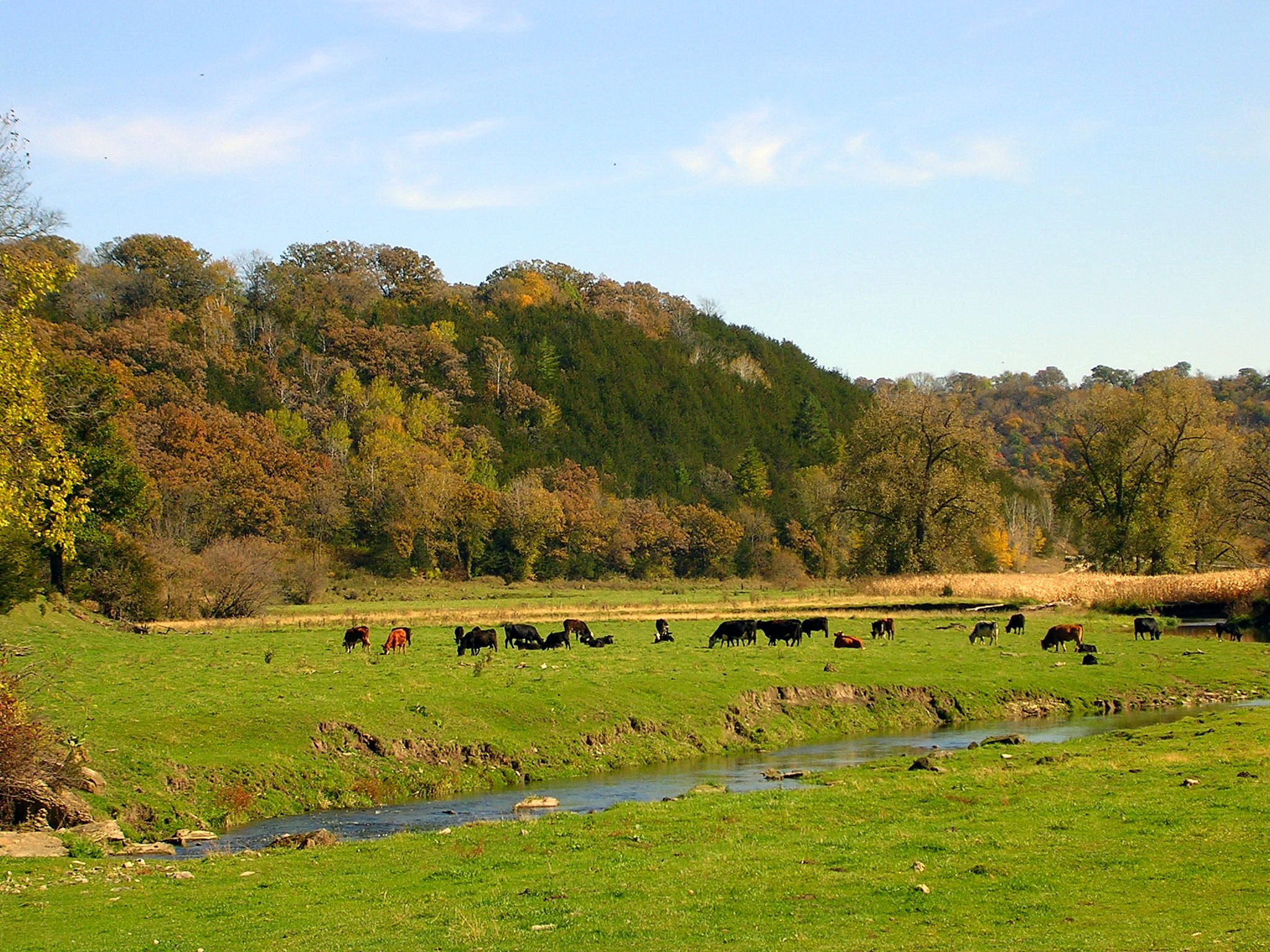
Велика рогата худоба пасеться на пасовищі

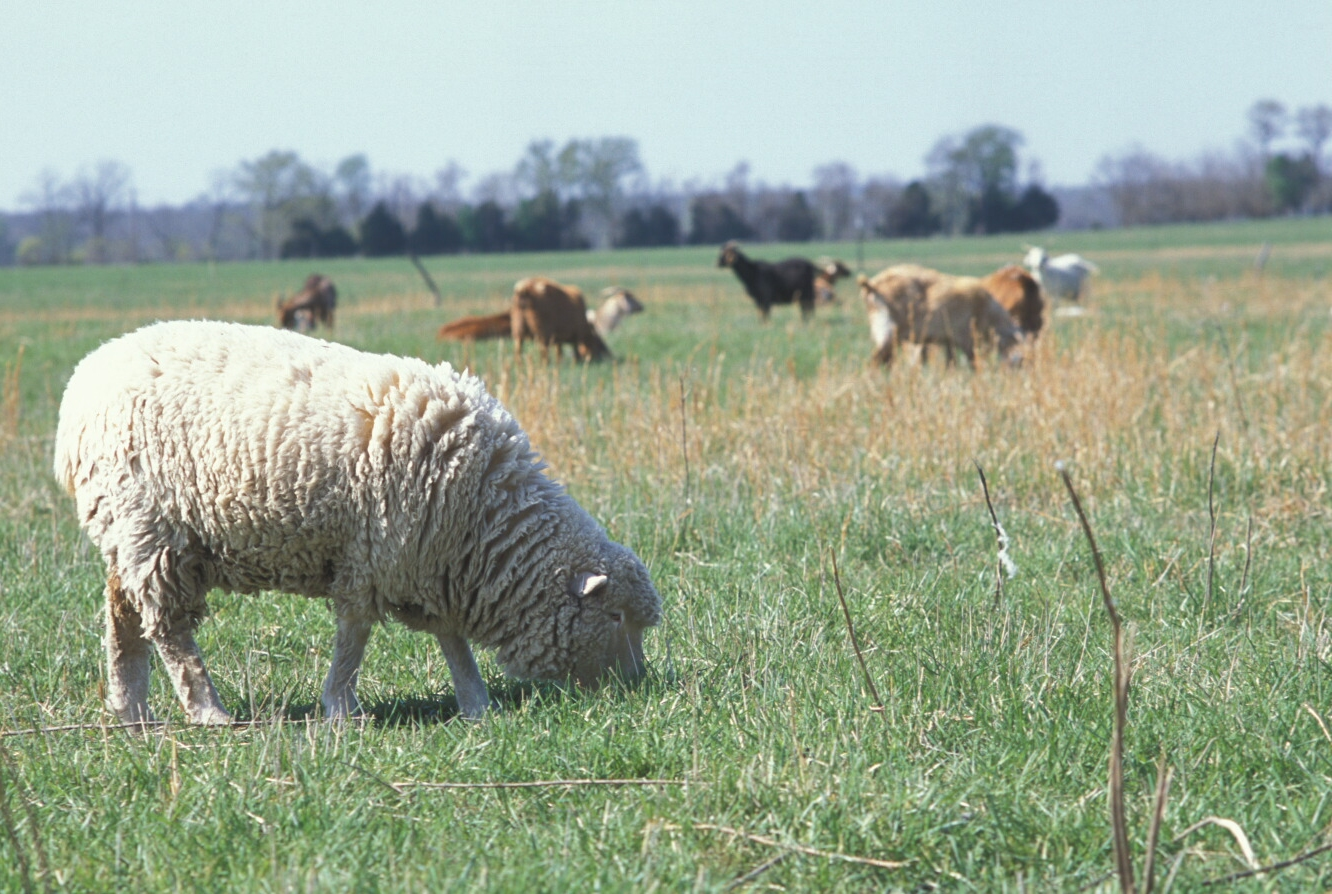
Вівці на пасовищі

Пасови́ще, пасови́сько, пасови́ця, па́ша, діал. пашня́ — земельне угіддя, покрите рослинністю, що використовується тваринами (худобою, птицею) як підніжний корм. Пасовища ділять на природні і сіяні, або штучні. Рослинний покрив природних пасовищ складається головним чином з багатолітніх дикорослих трав, інколи з лишайників (тундра), напівчагарників і чагарників (тундра, напівпустеля і пустеля). Сіяні пасовища створюють висіюванням суміші злакових багатолітніх і однорічних трав.
Країнами з найбільшими площами пасовиськ вважаються Угорщина, Монголія та Данія[джерело?].
Розрізняють такі типи пасовищ: суходольні, обводнені, болотисті, гірські та інші.

## Історія
Запольні володіння — пасовиська, сінокоси, луки, рідше — орні землі, які розташовувалися за межею основних індивідуальних полів (тобто були «за полем») жителів села і перебували в спільному володінні всіх членів сільської громади. У ході аграрної реформи XVI століття запольні землі були поміряні на волоки і, в міру їх господарського освоєння, обкладалися відповідними податками. У структурі запольних володінь виділялися «застінки» орні та «для вигону худоби зоставлені», «обруби сіножатні», залишені для сінокосів тощо. Розміри З.в. були досить різними й коливалися від кількох моргів до десятків волок.

## Інші значення
- Пасовище — місце у водоймі з природним кормом для водних тварин або риби.